# Istituto di studi politici di Aix-en-Provence
L'Institut d'études politiques d'Aix-en-Provence (in italiano: Istituto di studi politici di Aix-en-Provence), conosciuto come Sciences Po Aix, è un istituto francese pubblico d'insegnamento superiore creato nel 1956, situato a Aix-en-Provence e facente parte dell'Università di Aix-Marseille. 
È uno dei nove Institut d'études politiques, ed è una Grande école.

## Storia
L'Istituto è stato creato con decreto del 27 marzo 1956.
Nel 2010, Christine Lagarde, che si era diplomata nel 1977 e che era membra del Consiglio di amministrazione dal 2008, è stata eletta presidentessa del Consiglio di amministrazione dell'Istituto.
L'edificio principale della scuola è un hôtel particulier del Settecento, situato nel centro storico della città.

## Direttori
- 1956-1974 : Paul de Geouffre de la Pradelle
- 1974-1979 : Charles Cadoux
- 1979-1984 : Yves Daudet
- 1984-1996 : Jacques Bourdon
- 1996-2006 : Jean-Claude Ricci
- dal 2006 : Christian Duval

## Formazione
La durata degli studi è di cinque anni. Il terzo anno si svolge all'estero.
L'insegnamento è soprattutto generale, e si concentra su quattro materie : economia, storia, diritto, e cultura «generale».